# Nortonia acarophila
Nortonia acarophila är en stekelart som beskrevs av Joseph Charles Bequaert 1918.
Nortonia acarophila ingår i släktet Nortonia och familjen Eumenidae. Inga underarter finns listade i Catalogue of Life.